# Lytocarpia lepida
Lytocarpia lepida is een hydroïdpoliep uit de familie Aglaopheniidae. De poliep komt uit het geslacht Lytocarpia. Lytocarpia lepida werd in 2001 voor het eerst wetenschappelijk beschreven door Watson & Vervoort. 